# دييغو كولادو (لاعب كرة قدم)
دييغو كولادو رايا هو لاعب كرة قدم إسباني، من مواليد 9 يناير 2001، يلعب كجناح أيسر لنادي فياريال ب.

## روابط خارجية
- دييغو كولادو على موقع قاعدة بيانات كرة القدم.إي يو (الإنجليزية)
- دييغو كولادو على موقع Soccerway.com (الإنجليزية)